# 2308 Шилт
2308 Шилт (2308 Schilt) — астероїд головного поясу, відкритий 6 травня 1967 року.
Тіссеранів параметр щодо Юпітера — 3,378.